# V dni bor'by
V dni bor'by (В дни борьбы) è un film muto del 1920 diretto da Aleksandr Volkov.